# Unterwasser (Zeitschrift)
Die deutsche Tauchsportzeitschrift unterwasser war eine Zeitschrift fürs Sporttauchen, die ab 1995 monatlich im Atlas Verlag GmbH, München erschien. Die Zeitschrift enthielt etwa 170 Seiten mit Unterwasser-Fotografien, Reiseberichten rund um weltweite Tauchziele und Wettbewerbe (unter anderem der Tauch-Veranstaltung Dive Trophy). Die thematischen Schwerpunkte behandelten: Tauchausrüstung, Unterwasser-Fotografie inklusive Ausstattung, Tauchreisen und -praxis.
Der Aufbau der Zeitschrift folgt dem Schema:
- Titelthemen
- Galerie
- Magazin (Neuigkeiten aus der Tauchszene)
- Technik (Ausrüstungs-Test, -Vorstellungen und -Übersichten)
- Praxis (Medizin und Unfall-Analysen)
- Biologie (Leben in und um Gewässer)
- Reportage
- Rubriken
- Reise (Vorstellung von Tauchgewässern, -gebieten)

Im Sommer 2020 wurde bekannt, dass die Zeitschrift unter Leitung des bisherigen unterwasser-Chefredakteures Alexander Kaßlers mit der Zeitschrift Tauchen unter dessen Titel zusammengeführt wird. Im Oktober 2020 erschien die letzte Ausgabe von unterwasser.